# Michèle Rosier
Pour les articles homonymes, voir Rosier (homonymie).
Michèle Rosier, née Michelle Paule Raudnitz le 3 juin 1929 à Paris et morte le 2 avril 2017 dans la même ville, est une styliste, réalisatrice et scénariste française.

## Biographie
Michèle Rosier est la fille d'Hélène Gordon-Lazareff et de son premier mari, Paul Raudnitz. 
Elle a neuf ans lorsque sa mère divorce de son père pour épouser aussitôt Pierre Lazareff. La famille de confession israélite part se réfugier à New-York peu de temps avant le déclenchement de la Seconde Guerre mondiale. Sur place, sa mère et son beau-père côtoient leur ami Antoine de Saint-Exupéry. L'écrivain et aviateur donne à Michèle Rosier le privilège d'être la première lectrice de son nouveau roman qui deviendra son chef-d’œuvre, Le Petit Prince. « Le manuscrit était magnifique. Quelques mots seulement par page, écrits de la main de Saint-Ex, en tout petit mais faciles à lire. Et sur la page d'en face, un dessin à l'encre, délicatement coloré à l'aquarelle. ». 
La famille rentre à Paris en 1945 à l'issue du conflit mondial. 
Sa mère et son beau-père fondent respectivement les titres Elle et France-Soir. Sous leur influence, elle débute en 1947 dans le journalisme. Mais arrivée vers la trentaine, elle bifurque vers la mode.  
Elle lance une marque de prêt-à-porter liée aux vacances, V de V (« Vêtements de Vacances »), en 1963,, pour laquelle elle dessine des combinaisons de ski et des maillots de bain. Son goût pour les matières plastiques lui vaut même le surnom de « Vinyl Girl » et l'admiration d'André Courrèges.
En 1973, Michèle Rosier réalise son premier film, George qui ?, une évocation de George Sand interprétée par Anne Wiazemsky, aux côtés de Jean-Michel Ribes et du philosophe Gilles Deleuze.
Avec son mari Jean-Pierre Bamberger (1926-2014), l'un des plus proches amis de Gilles Deleuze, elle est l'un des personnages du récit d'Anne Wiazemsky, Un an après, dans lequel l'autrice raconte sa vie avec Jean-Luc Godard entre les années 1968 et 1969. Dans Le Redoutable de Michel Hazanavicius (2017), fiction cinématographique librement inspirée de cet ouvrage, le rôle de Michèle Rosier est incarné par Bérénice Bejo et celui de son mari par Micha Lescot. 
Selon son amie l'actrice Françoise Lebrun, « elle fait partie de ces personnalités qui ont changé l'image de la femme, comme Sonia Rykiel et Agnès b. ».
Michèle Rosier a fait l'objet d'une rétrospective à la Cinémathèque française du 4 au 15 mai 2016.

## Filmographie

### Cinéma

#### Longs métrages
- 1973 : George qui ?
- 1976 : Mon cœur est rouge
- 1988 : Embrasse-moi
- 1995 : Pullman paradis
- 2001 : Malraux, tu m'étonnes !
- 2009 : Ah ! la libido

#### Court métrage
- 2002 : Demain, on court

### Documentaires
- 1980 : Le Grand Jour ou « Souris, t'es heureux ce jour-là », documentaire de 77 minutes[11]
- 2014 : Soraya à Aubervilliers, documentaire télévisé de 57 minutes